# Alcina
|  | Alcina er også det ungarske navn på den transsylvanske by Alţina |
Alcina er en opera seria af Georg Friedrich Händel. Ophavsmanden til librettoen er ukendt. Librettoen bygger i lighed med Händels Orlando og Ariodante på Ludovico Ariostos Orlando furioso, der er et epos, der foregår på Karl den Stores tid.
Alcina var den første opera, som Händel skrev til Covent Garden i London. Det fik urpremiere den 16. april 1735. Som komponistens øvrige seriøse operaer blev den snart glemt. Efter en opførelse i Braunschweig i 1738 blev den ikke taget op igen, før den blev opført i Leipzig i 1928.
Den australske sopran Joan Sutherland sang rollen, da hun i februar 1960 debuterede på La fenice i Venedig i en opsætning af Franco Zeffirelli. I november samme år sang hun rollen på operaen i Dallas.
- Wikimedia Commons har flere filer relateret til Alcina